# Сокологорное (станция)
Сокологорное (укр. Сокологірне) — железнодорожная станция Запорожского отделения Приднепровской железной дороги, Херсонская область, Украина. До 1890 года название станции было Ново-Григорьевка.

## Деятельность
На станции осуществляются:
- Продажа пассажирских билетов.
- Приём и выдача багажа.
- Приём и выдача повагонных и мелких отправок грузов (имеются подъездные пути, открытые площадки и крытые склады).